# Estádio Osvaldo Domínguez Dibb
O Estádio Osvaldo Domínguez Dibb, conhecido até março de 2024 como Estádio Manuel Ferreira, é um estádio de futebol localizado na cidade de Assunção, no Paraguai.
Tem capacidade para 17 mil torcedores e pertence ao Club Olímpia.
Recebe os jogos do Campeonato Paraguaio de Futebol e alguns da Copa Libertadores da América.

## Inauguração
O Santos Futebol Clube de Pelé foi o convidado para a inauguração do estádio, em amistoso que aconteceu dia 14 de maio de 1965. 30 mil torcedores (10 mil a mais que a capacidade do lugar) estavam presentes e a aglomeração causou grandes problemas, como queda de grades e pessoas feridas. O primeiro gol do estádio foi marcado por Coutinho, do Santos. A partida terminou em 2x2.